# عبد العظيم الكروج
عبد العظيم الكروج  (ولد سنة 1972، ولد في مدينة بركان) سياسي مغربي ينتمي إلى حزب الحركة الشعبية. عين في 3 يناير 2012 كوزير مفوض لرئيس الوزراء، المسؤول عن الخدمات العامة وتحديث الإدارة في حكومة عبد الإله بنكيران.عبد العظيم الكروج الوزير المكلف بالتكوين المهني.
وحصل الكروج على دبلوم الدراسات العليا في مجال تدبير التراث والمالية، والكفاءة للمفتشية العامة للمالية، وشهادة الماستر في المالية من جامعة أوتاوا، وكذا على دبلوم معهد الدراسات العليا والتجارة بباريس. كما شغل منصب مدير مساعد بمديرية المؤسسات العمومية والخوصصة التابعة لوزارة المالية والاقتصاد، ومفتش مالية (رئيس بعثة), ومدير تدبير الأرصدة المالية بصندوق الإيداع والتدبير.
في يناير 2014 وجهت له اتهامات بشراءه لمبلغ كبير من الشكولاتة لحفل عقيقة إبنه، من ميزانية وزارة الوظيفة العمومية وتحديث الإدارة لما كان على رأسها. اطلقت عليها وسائل الإعلام “فاتورة الشكولاتة”. ونفى الوزير في بيان تم تعميمه على وسائل الإعلام الوطنية بشكل قاطع ما إعتبرها «افتراءات لا أساس لها من الصحة، الغرض منها المس بسمعته والتشكيك في نزاهته لأسباب مجهولة». وتم فتح تحقيق بهذا الشأن، تبين على إثره «أن الوزارة لم تقم أبدا باقتناء المشتريات موضوع الإشاعات»، وأن الوزير لم يقم بعد بتنظيم حفل عقيقة إبنه بعد أيضا لظروف وصفها بالعائلية.
إلا أن الوزير خرج مرة أخرى برواية جديدة في ندوة صحفية عقدها حزب الحركة الشعبية والتي زعم فيها أن «عائلته هي من طلبت كمية الشكولاتة من إحدى المحلات بالرباط، وعندما ذهب السائق لتسلم الطلب ظن أصحاب المحل التجاري أن الوزارة هي التي طلبتها، وبالتالي تم تحرير الفاتورة باسم الوزارة».